# Pijnacker
Pijnacker és una població del municipi de Pijnacker-Nootdorp a la província d'Holanda del Sud, a l'oest dels Països Baixos. Pijnacker fou un municipi a part fins a la reestructuració de municipis neerlandesos de l'any 2002. El 2012 tenia aproximadament 22.455 habitants. El nom apareix documentat per primera vegada el 1222. És una combinació de les paraules germàniques pin («pi») i akra («camp»).

## Personatges coneguts
- Cornelis Pijnacker (1570 - 1645), catedràtic
- Mabel Wisse Smit (1968), vídua del príncep Joan Frisó dels Països Baixos
- Francien Huurman (1975), jugadora de voleibol